# آدم باتلر (لاعب كرة قاعدة)
آدم باتلر (بالإنجليزية: Adam Butler)‏ هو لاعب كرة قاعدة أمريكي، ولد في 17 أغسطس 1973 في فيرفاكس في الولايات المتحدة.

## وصلات خارجية
- آدم باتلر على موقعبيزبول رفرنس.كوم (الدوري الرئيسي) (الإنجليزية)
- آدم باتلر على موقعبيزبول رفرنس.كوم (الدوري الثانوي) (الإنجليزية)